# JPMorgan Chase Open 2003
JPMorgan Chase Open 2003 — жіночий тенісний турнір, що проходив на відкритих кортах з твердим покриттям у Лос-Анджелесі (США). Належав до турнірів 2-ї категорії в рамках Туру WTA 2004. Відбувсь утридцяте і тривав з 4 до 10 серпня 2003 року. Перша сіяна Кім Клейстерс здобула титул в одиночному розряді й отримала 97 тис. доларів США. Завдяки цій перемозі Клейстер стала 1-ю ракеткою світу й першою серед жінок, кому це вдалось без перемоги на жодному турнірі Великого Шолома.

## Фінальна частина

### Одиночний розряд
Кім Клейстерс —  Ліндсі Девенпорт, 6–1, 3–6, 6–3
- Для Клейстерс це був 6-й титул в одиночному розряді за сезон і 16-й — за кар'єру.

### Парний розряд
Марі П'єрс /  Ренне Стаббс —  Олена Бовіна /  Елс Калленс, 6–3, 6–3